# آیت سدرات جبل سفلی
آیت سدرات جبل سفلی (به فرانسوی: Ait Sedrate Jbel El Soufla) یک کومون در مراکش است که در استان تنغیر واقع شده‌است. آیت سدرات جبل سفلی ۴٬۴۷۱ نفر جمعیت دارد.